# Villaverde de Guadalimar
Villaverde de Guadalimar é um município da Espanha na província de Albacete, comunidade autónoma de Castilla-La Mancha, de área 73,4 km² com população de 450 habitantes (2005) e densidade populacional de 6,13 hab/km².

## Demografia
| Variação demográfica do município entre 1991 e 2005 | Variação demográfica do município entre 1991 e 2005 | Variação demográfica do município entre 1991 e 2005 | Variação demográfica do município entre 1991 e 2005 |
| --------------------------------------------------- | --------------------------------------------------- | --------------------------------------------------- | --------------------------------------------------- |
| 1991                                                | 1996                                                | 2001                                                | 2005                                                |
| 667                                                 | 570                                                 | 506                                                 | 450                                                 |